# Callionymus ogilbyi
Callionymus ogilbyi là một loài cá biển thuộc chi Callionymus trong họ Cá đàn lia. Loài này được mô tả lần đầu tiên vào năm 2002, được đặt theo tên của John Douglas Ogilby (1853 – 1925), người đã có những đóng góp quan trọng trong việc nghiên cứu các loài cá đàn lia ở Úc.

## Phân bố và môi trường sống
C. ogilbyi có phạm vi phân bố ở Tây Nam Thái Bình Dương. Loài này chỉ được biết đến ở Đông Úc, từ phía đông nam bang Queensland trải dài xuống bờ biển bang New South Wales. C. ogilbyi sống trên đáy cát, được tìm thấy ở độ sâu từ 47 đến 115 m.

## Mô tả
Chiều dài tối đa được ghi nhận ở C. ogilbyi là khoảng 20 cm. C. ogilbyi là loài dị hình giới tính: cá đực có vây lưng thứ nhất vươn cao hơn ở cá mái, mõm và đuôi cá đực cũng dài hơn cá mái. Màu sắc của các mẫu tiêu bản (cá đực và cá mái) đã được bảo quản trong rượu: Đầu và thân có màu xám nhạt đến nâu xám, với các đốm trắng và nâu trên cơ thể. Đầu màu nâu xám, có những đốm nhỏ màu nâu sẫm bên dưới mắt. Cổ họng cá đực có màu nâu sẫm với một đốm đen ở trung tâm; cá mái không có đốm này. Hai bên thân của cá đực (ở phía dưới đường bên) có một hàng đốm màu nâu. Vây lưng thứ nhất màu đen, có những vệt trắng xiên (cá đực) hoặc nâu xám với đốm đen lớn (cá mái). Vây lưng thứ hai có 3 chấm đen trên mỗi tia vây, và 3 vệt xám trên mỗi màng vây. Vây hậu môn có một dải đen ở rìa (dải đen ở cá đực dày hơn so với cá mái). Vây đuôi có màu trắng, với một dải đen ở 1/3 đuôi dưới, 2/3 đuôi trên có các hàng đốm màu nâu sẫm. Vây ngực trắng nhạt, nửa trên có các đốm đen nhỏ. Vây bụng có đốm màu nâu xám.
Số gai ở vây lưng: 4; Số tia vây mềm ở vây lưng: 9; Số gai ở vây hậu môn: 0; Số tia vây mềm ở vây hậu môn: 8; Số tia vây mềm ở vây ngực: 18 - 20; Số gai ở vây bụng: 1; Số tia vây mềm ở vây bụng: 5.